# Ерхірік
Ерхірік (рос. Эрхирик) — улус Заіграєвського району, Бурятії Росії. Входить до складу Сільського поселення Дабатуйське.
Населення — 2261 особа (2015 рік).